# Волошкове (Мелітопольський район)
Волошкове — село в Україні, у Мелітопольському районі Запорізької області. Входить до складу Терпіннівської сільської громади. Населення
становить 23 осіб. 

## Історія
За радянських часів і до 2016 року село носило назву Совєтське.
До 2020 року орган місцевого самоврядування — Промінівська сільська рада.

## Географія
Село Волошкове знаходиться на правому березі річки Юшанли, вище за течією на відстані 5 км розташоване село Розкішне (Пологівський район), нижче за течією на відстані 0,5 км розташоване село Відрадне, на протилежному березі — село Широкий Лан.

## Населення

### Мова
Розподіл населення за рідною мовою за даними перепису 2001 року:
| Мова       | Кількість | Відсоток |
| ---------- | --------- | -------- |
| українська | 12        | 52.17%   |
| російська  | 11        | 47.83%   |
| Усього     | 625       | 100%     |